# Красные водоросли
Кра́сные во́доросли, или багря́нки (лат. Rhodóphyta) — отдел водорослей, обитатели прежде всего морских водоёмов, пресноводных представителей известно немного. Обычно это довольно крупные растения, но встречаются и микроскопические. Среди красных водорослей имеются одноклеточные (крайне редко), нитчатые и псевдопаренхимные формы; истинно паренхимные формы отсутствуют. Ископаемые остатки свидетельствуют, что это очень древняя группа растений. Красные водоросли неоднократно переходили к паразитированию на других красных водорослях: как близкородственных (адельфопаразитизм), так и более удалённых (аллопаразитизм; Harveyella mirabilis, Choreocolax polysiphoniae).

## Строение
Большинство красных водорослей представляют собой многоклеточные сложноустроенные организмы, в то время как к одноклеточным и колониальным формам относятся лишь наиболее примитивные формы. Большинство представителей имеют псевдопаренхиматозные талломы, возникающие за счёт переплетения одной (одноосевое строение) или многих (многоосевое строение) боковых ветвей, растущих апикально. Кроме того, встречаются водоросли с коккоидными, нитчатыми, разнонитчатыми и псевдопаренхиматозными талломами. Форма тела может быть очень разнообразна: встречаются нитевидные, пластинчатые (цельные или сложно рассечённые с выростами по краю), цилиндрические (плотные или полые внутри, шнуровидные или ветвящиеся), корковидные и коралловидные багрянки. Характерной особенностью этой группы является отсутствие жгутиков на всех стадиях жизненного цикла.

### Клеточная стенка
Клеточная стенка состоит из фибрилл целлюлозы (у Bangia и Pyropia из β-1,3-связанного ксилана), расположенных в виде неправильной сети и придающих ей прочность, и аморфного матрикса, состоящего из агара, агароидов и каррагинана, на долю которых может приходиться до 70 % сухой массы клеточной стенки, а также маннанов. У одноклеточных представителей целлюлоза отсутствует, и клеточная стенка представлена лишь матриксом из сульфатированных полисахаридов. Иногда поверх клеточной стенки расположена белковая кутикула.
У ряда красных водорослей клеточная стенка инкрустируется карбонатом кальция, а также карбонатами магния и стронция. У представителей порядка Corallinales карбонат кальция откладывается в виде кальцита, а у водорослей родов Liagora и Galaxaura (порядок Nemaliales) — в виде арагонита.

### Пластиды
Хлоропласты красных водорослей двумембранные, с одиночными тилакоидами. Один или два тилакоида обычно лежат на периферии хлоропласта. На мембранах тилакоидов имеются фикобилисомы. Основным пигментом хлоропластов является хлорофилл (есть только хлорофилл a). Кроме того, у красных водорослей имеются каротиноиды и фикобилины в фикобилисомах. Благодаря такому набору пигментов красные водоросли могут поглощать свет почти всей видимой части спектра.
Как правило, хлорофилл маскируется фикобилинами (красного и синего цвета) и каротиноидами (оранжево-жёлтые), но среди пресноводных красных водорослей встречаются исключения. Так, Batrachospermum, обитающий в сфагновых болотах, сине-зелёного цвета.
Запасные вещества — багрянковый крахмал (α-1,4-глюкан), запасаемый в цитоплазме, низкомолекулярный углеводород флоридозид и многоатомные спирты.

### Митоз
Митоз полузакрытый ацентрический. Клетки делятся за счёт впячивания клеточной мембраны. В ходе митоза образуются поры, функционально аналогичные плазмодесмам высших растений, но имеющие иное происхождение. Поры закрываются специальными поровыми пробками, состоящими из белков и полисахаридов.

## Особенности жизненного цикла

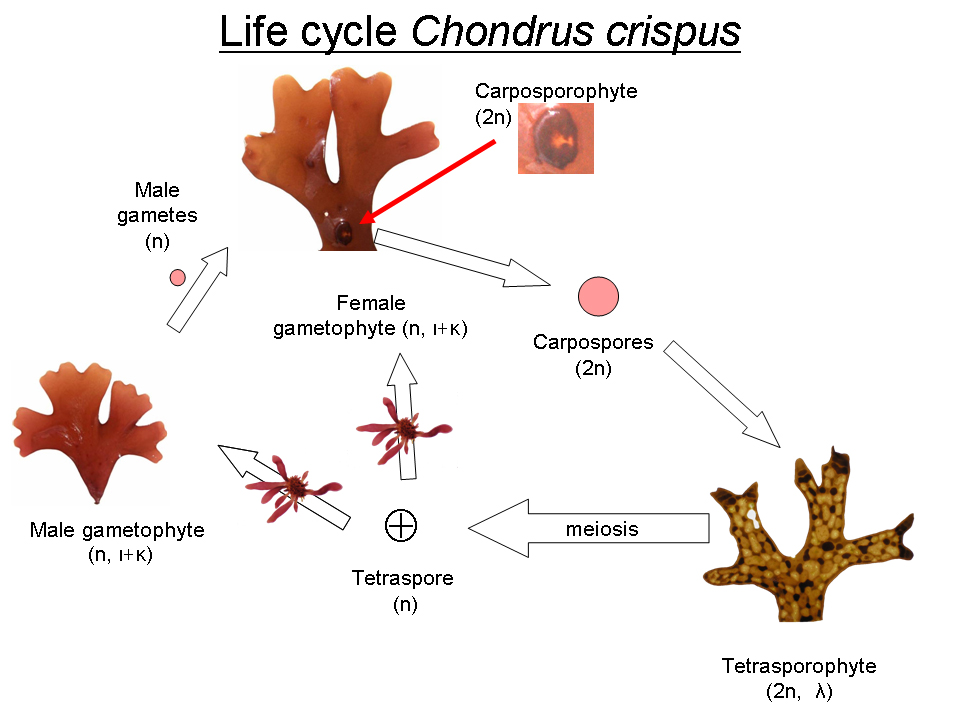
Жизненный цикл ирландского мха

Для красных водорослей характерен сложный цикл развития, не встречающийся у других водорослей. Репродуктивные клетки красных водорослей никогда не имеют жгутиков. Они выходят из спорангия или гаметангия в результате образования большого количества слизи и разносятся водой. Половой процесс всегда оогамный. После оплодотворения образовавшаяся зигота претерпевает сложное развитие прямо на гаметофите и даёт начало особым спорам, которые называются карпоспорами, образующимся в карпоспорангиях, тогда как у многих других водорослей зигота развивается в спорофит, давая начало новой форме развития растений. Жизненный цикл красных водорослей изоморфный или гетероморфный дипло-гаплобионтный.

## Красные водоросли в морях России
В Баренцевом море красные водоросли — типичные представители прибрежной бентосной растительности. Выше других водорослей на прибойных скалах, открытых волнам, ветру и солнцу, растёт Porphyra umbilicalis. Для нижнего горизонта литорали в местах с хорошим движением воды характерен пояс литоральных багрянок, формируемый Palmaria palmata, Devaleraea ramentacea, а также Rhodomela lycopodioides, Polysiphonia urceolata и другими. На литорали, опускаясь иногда в сублитораль, растёт Chondrus crispus. В открытых местах на Мурманском побережье имеется также пояс сублиторальных багрянок, идущий глубже пояса ламинариевых водорослей (на глубине более 8 м), основными представителями которого являются: Ptilota plumosa, Odonthalia dentata, Phycodrys rubens. Глубже других идёт пояс известковых кораллиновых водорослей, это виды рода Lithothamnion sp. и некоторые другие.
В Белом море на глубине 0—5 м среди фукусов и ламинарий поселяется, иногда в больших количествах, анфельция (Ahnfeltia plicata). Она нередко отрывается от субстрата и по течению сносится в бухты, где могут формироваться больших размеров не прикреплённые пласты, толщиной около 20 см. В Белом море ведётся добыча анфельции для получения агар-агара. В некоторых странах собирают Chondrus crispus, из него получают полисахарид — каррагинан.
В Чёрном море к северо-западу от Крыма расположен заказник Малое филлофорное поле, специализирующийся на охране местной колонии красных водорослей из рода филлофора (Phyllophora).

## Палеонтология
Фосфатизированные доломитовые строматолиты в карбонатной свите Тирохан (Tirohan Dolomite) у подножья хребта Виндхья в центральной Индии, на участке реки Пайсуни в квартале Янкикунд (Jankikund) города Читракута в штате Уттар-Прадеш, возраст которых оценивается в 1,6 млрд лет, известны уникальной сохранностью окаменелых микроскопических образований. Палеонтологи из Шведского музея естественной истории обнаружили древнейшие окаменелые останки микроскопических многоклеточных растений, возраст которых оценивается в 1,6 млрд лет. Учёные интерпретировали останки как красные водоросли. Нитевидная форма Rafatazmia chitrakootensis Bengtson состоит из одного ряда крупных клеток с ромбовидным диском внутри каждой клетки, предположительно интерпретируемым как пиреноид. Род Rafatazmia Bengtson назван в честь палеонтолога доктора Рафата Азми, Rafat Azmi, вид Rafatazmia chitrakootensis — по городу Читракута. Вторая нитевидная форма Denaricion mendax Bengtson имеет монетоподобные клетки. Название рода Denaricion Bengtson образовано от лат. denarius — денарий и греч. κίων — столб из-за структуры, похожей на стопку монет, вида — от лат. mendax — обманчивый из-за его загадочной структуры. Вид Ramathallus lobatus Bengtson имеет структуру, указывающую на родство с флоридеевыми водорослями. Название рода Ramathallus Bengtson образовано от Рама и лат. thallus — таллом, вида — от лат. lobatus — дольчатый. Исследованные окаменелые останки получены в результате полевых работ в Янкикунде в ноябре 2006 года и январе 2011 года и были дополнены окаменелыми останками, предоставленными палеонтологом Рафатом Азми. Найденные останки старше ранее найденных красных водорослей вида Bangiomorpha pubescens на 400 млн лет.
Ранее найденная красная водоросль Bangiomorpha pubescens является самой древней окаменелостью-эукариотом, принадлежащей к конкретному современному таксону. Bangiomorpha pubescens, окаменелость многоклеточного организма, найденная в арктической Канаде, лишь немногим отличается от современной красной водоросли рода Бангия (Bangia), несмотря на то, что она была захоронена в отложениях возрастом 1,2 млрд лет.

## Классификация
| Система классификации в соответствии с Hwan Su Yoon et al. 2006 | Система классификации в соответствии с Saunders and Hommersand 2004 |
| --- | --- |
| Царство Растения Haeckel - Подцарство Biliphyta Wettstein - Отдел Rhodophyta Wettstein - Подотдел Cyanidiophytina subphylum novus - Класс Cyanidiophyceae Merola et al - Подотдел Rhodophytina subphylum novus - Класс Bangiophyceae Wettstein - Класс Compsopogonophyceae Saunders et Hommersand - Класс Florideophyceae Cronquist - Класс Porphyridiophyceae classis nova - Класс Rhodellophyceae Cavalier-Smith - Класс Stylonematophyceae classis nova | Царство Растения Haeckel - Подцарство Biliphyta - Отдел Cyanidiophyta - Класс Cyanidiophyceae Merola et al - Отдел Rhodophyta Wettstein - Подотдел Rhodellophytina - Класс Rhodellophyceae Cavalier-Smith - Подотдел Metarhodophytina - Класс Compsopogonophyceae Saunders et Hommersand - Подотдел Eurhodophytina - Класс Bangiophyceae Wettstein - Класс Florideophyceae Cronquist - Подкласс Hildenbrandiophycidae - Подкласс Nemaliophycidae - Подкласс Ahnfeltiophycidae - Подкласс Rhodymeniophycidae |

## Виды
По разным источникам, на сегодняшний день существует от 5000 до 10 000 описанных видов красных водорослей. Практически все они относятся к морским водорослям. Описано около 200 пресноводных видов, среди них:
- Atractophora hypnoides
- Gelidiella calcicola
- Lemanea
- Palmaria palmata
- Schmitzia hiscockiana
- Mastocarpus stellatus

## Использование
Некоторые виды красных водорослей употребляются в пищу. Наиболее известны среди них Palmaria palmata, грацилярия и порфира.
Из красных водорослей получают гелеобразующее вещество агар-агар.
Анфельция, филлофора и другие используются в медицине.